# Estoi
Estoi ist ein Ort und eine ehemalige Gemeinde an der Algarve im Süden Portugals. Bekannt ist insbesondere der hiesige Rokoko-Palast mit seinen Gärten.

## Geschichte
Funde belegen eine Reihe hiesiger Siedlungen seit der Kupfersteinzeit bis zu den Turdetanern, die hier auch mit Phöniziern, Griechen und Karthagern Handel trieben.
Die römischen Ruinen in Milreu zeigen die Bedeutung des Ortes während der späteren römischen Zeit.
Im Jahr 631 n. Chr. wurde Ossónoba, das heutige Faro, etwa 10 km südlich von Estoi gelegen, Teil des Westgotenreichs, bis zur Eroberung durch die Araber 711. Es blieb ein Teil des arabischen al-Andalus bis zur Eroberung Faros 1249 zum Ende der christlichen Reconquista in Portugal. 
Im 16. Jahrhundert wurde Estoi eine eigenständige Gemeinde.
1897 besuchte mit D. Carlos I. erstmals ein portugiesischer König Estoi. Er kam mit der neu errichteten Eisenbahn der Linha do Algarve nach Faro und besuchte dabei auch Estoi und die römischen Ruinen von Milreu.

## Verwaltung

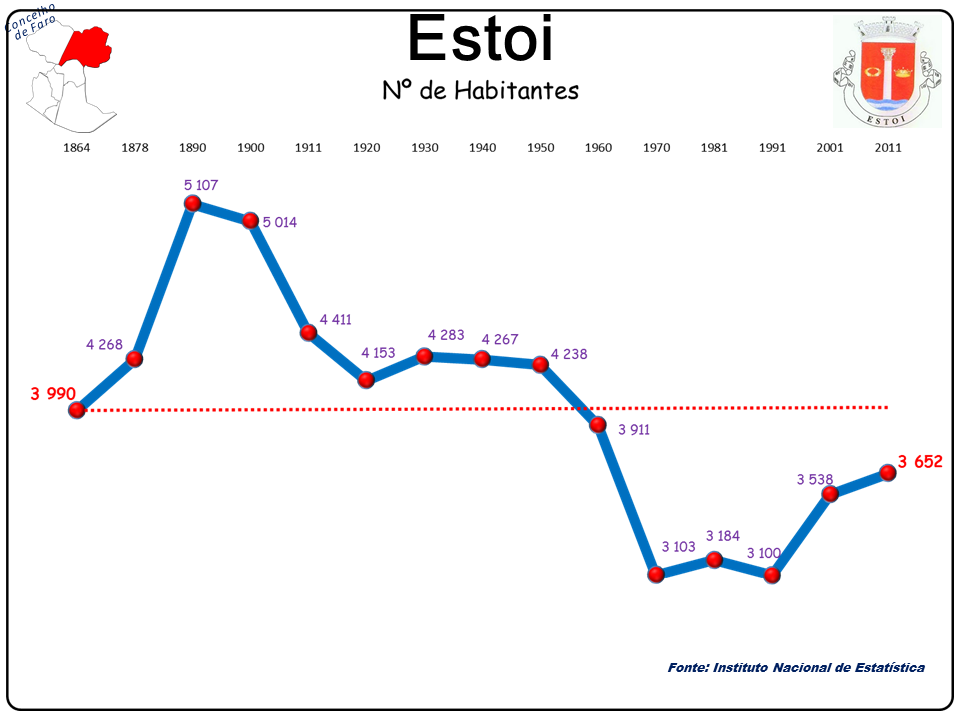
Bevölkerungsentwicklung in der Gemeinde Estoi (1864–2011)

Estoi war Sitz einer gleichnamigen Gemeinde (Freguesia) im Kreis (Concelho) von Faro im Distrikt Faro. Die Gemeinde hatte 3640 Einwohner auf einer Fläche von 46,59 km² (Stand 30. Juni 2011).
Folgende Orte gehörten zum Gebiet der Gemeinde Estoi:
| - Alcaria - Alcaria Branca - Alcaria Cova - Alface - Areia | - Ariolos - Arjona - Azinhal e Amendoeira - Azinheiro - Barranco de São Miguel | - Cancela - Cerro do Lobo - Cerro Manuel Viegas - Coiro da Burra - Estoi | - Fialho - Guilhim - Lagos e Relvas - Murta - Poço de Guilhim | - Porto Carro - Sambada - Vale da Rosa - Vale de Mouro - Vale Seixos |

Im Zuge der Gebietsreform in Portugal am 29. September 2013 wurden die Gemeinden Conceição und Estoi zur neuen Gemeinde União das Freguesias de Conceição e Estoi zusammengeschlossen.